# Wacław Szewieliński
Wacław Szewieliński, ps. Zawisza (ur. 1 grudnia 1920 w Wojckunach, zm. 20 grudnia 2017 w Inowrocławiu) – polski uczestnik podziemia niepodległościowego w czasie II wojny światowej, major rezerwy w stanie spoczynku, Honorowy Obywatel Miasta Inowrocławia.

## Życiorys
Urodził się 1 grudnia 1920 roku na Wileńszczyźnie w zaścianku Wojckuny, leżącym w gminie Podbrodzie w powiecie święciańskim. Tam też rodzice Wacława prowadzili gospodarstwo rolne. W 1928 r. cała rodzina przeniosła się do osady Pohulanka pod Podbrodziem, gdzie rodzice Wacława zostali właścicielami sklepu spożywczego. Poligon wojskowy, znajdujący się w Pohulance, stał się bezpośrednią inspiracją do zainteresowania się wojskiem przez dorastającego chłopca. 
Następnie rodzina przeprowadziła się do miejscowości Czerwone Pole (koło Świecian). W Święcianach Wacław ukończył w 1939 r. szkołę budowlaną i planował zostać saperem.
W 1940 r., na mocy decyzji okupacyjnych władz sowieckich, został sekretarzem w Urzędzie Gminy, mieszczącym się w majątku Szwinta koło Święcian. Jednocześnie współpracował z polskim podziemiem niepodległościowym, m.in. przechowując nielegalnie broń i dokumenty. Po wkroczeniu Niemców na tereny zajęte uprzednio przez ZSRR, w porozumieniu z organizacją podziemną, przeniósł się pod koniec 1941 r. do Olszewa na Białorusi, gdzie pracował jako gajowy. 
Walczył jako żołnierz Armii Krajowej w partyzantce. Należał do oddziału porucznika Antoniego Burzyńskiego ps. „Kmicic”, do którego wstąpił w czerwcu 1943. W sierpniu 1943 r. brał udział w likwidacji garnizonu niemieckiego w Żodziszkach. Podczas akcji został ranny w nogę. Pod koniec sierpnia, niedaleko jeziora Narocz, oddział został otoczony i rozbrojony przez żołnierzy sowieckich. Dowódcę i sztab oddziału podstępnie zamordowano.
Na początku września uciekł z obozu wojskowego nadzorowanego przez NKWD i przyłączył się do 5. Wileńskiej Brygady AK. pod dowództwem rotmistrza Zygmunta Szendzielarza ps. „Łupaszka”, gdzie uzyskał przydział do 3. plutonu i pełnił funkcję łącznika-wywiadowcy. Brał udział w potyczkach z sowieckimi partyzantami w obronie polskiej ludności. Walczył z Niemcami w bitwie pod Worzianami 31 stycznia 1944 r. W Strunojciach 31 marca 1944 r. wziął udział w akcji likwidacji posterunku litewsko-niemieckiego, będącego postrachem okolicznej, polskiej ludności. W znanej od dzieciństwa Pohulance uczestniczył 24 kwietnia 1944 r. w zatrzymaniu i rozbrojeniu pociągu z żołnierzami niemieckimi, wracającymi z urlopu na front wschodni.
Po rozwiązaniu Brygady ukrywał się w stodole rodzinnego gospodarstwa w Czerwonym Polu, później u siostry Emilii w miejscowości Miła. Na początku 1945 r. pracował przy wyrębie lasu. Został aresztowany przez NKWD, lecz wobec braku dowodów 'winy" został zwolniony po przesłuchaniu i rewizji osobistej. Wobec grożącej dekonspiracji, postarał się o dokumenty uprawniające do tzw. repatriacji. 
W sierpniu 1945 r. złożył egzamin na telegrafistę, rozpoczął pracę na stacji PKP i  osiadł na stałe w Inowrocławiu. W pracy poznał przyszłą żonę - Bronisławę z Lachowskich, z którą wziął ślub w 1946 r. Zdekonspirowany na skutek donosu. W marcu 1946 aresztowany przez UBP. Poddany torturom. Zwolniony w listopadzie 1946 roku. Ponownie aresztowany w styczniu 1947 r. Później jeszcze kilkakrotnie zatrzymywany, pozostawał pod stałą obserwacją UB do 1956 r. Poddawano go szykanom ze względu na przeszłość w AK i obawy władz o kontynuowanie działalności niepodległościowej. 
Po roku 1989 piastował funkcję prezesa inowrocławskiego koła Światowego Związku Żołnierzy Armii Krajowej. Był inicjatorem lokalnych obchodów rocznic powstania warszawskiego. Organizował także spotkania integrujące starszych i młodszych mieszkańców miasta.
W 2009 r., nakładem Polskiego Towarzystwa Historycznego Oddział w Inowrocławiu, przy wsparciu z budżetu Miasta Inowrocławia, ukazały się "Strzępy wspomnień "Zawiszy" żołnierza Oddziału "Kmicica" i 5. Brygady Okręgu Wileńskiego AK" (w roku 2010 ukazało się 2 wydanie - poprawione i uzupełnione). W 2015 r. nakładem Oficyny Wydawniczej Mireki ukazała się książka opisująca jego losy pod tytułem „U Kmicica i Łupaszki”.
Zmarł 20 grudnia 2017 roku w wieku 97 lat. Został pochowany 22 grudnia na Cmentarzu Zwiastowania Najświętszej Maryi Panny w Inowrocławiu. Miał dwie córki i doczekał się dwojga wnucząt oraz czworga prawnucząt.
Skwer w rejonie ulic Glinki i św. Ducha w Inowrocławiu nazwano imieniem majora Wacława Szewielińskiego.

## Odznaczenia i wyróżnienia
- Krzyż Kawalerski Orderu Odrodzenia Polski (1990),
- Krzyż Partyzancki,
- Krzyż Armii Krajowej
- Medalem „Pro memoria”[1].
- W 2014 został honorowym obywatelem Inowrocławia.
- 14 września 2017 awansowany do stopnia majora Wojska Polskiego[4]